# Constant Tourné
Constant „Stan“ Tourné (* 30. Dezember 1955 in Willebroek) ist ein ehemaliger belgischer Radrennfahrer.

## Sportlicher Werdegang
Constant Tourné war 1977 der erste Weltmeister im Punktefahren der Amateure sowie 1980 der Profis, als welcher er von 1978 bis 1994 aktiv war. Er belegte den dritten Platz im Steherwettbewerb bei den Bahnradsport-Weltmeisterschaften 1984. 1984 wurde er Zweiter bei den Europameisterschaften im Steherrennen.
Im Steherwettbewerb der Bahnradsport-Weltmeisterschaften 1988 belegte er zunächst den zweiten Platz, wurde aber wegen Dopings disqualifiziert. Von 1987 bis 1988 sowie 1991 wurde er Europameister im Dernyrennen. 1981 wurde er belgischer Meister im Omnium, 1982 in der Einerverfolgung sowie 1985, 1986, 1988 und 1991 im Steherrennen.
Tourné startete bei 176 Sechstagerennen, sieben davon konnte er gewinnen, fünf gemeinsam mit seinem häufigsten Partner und Landsmann Etienne De Wilde, eins mit René Pijnen und eins mit Jens Veggerby.

## Erfolge
1977
- Amateur-Weltmeister – Punktefahren

1980
- Weltmeister – Punktefahren

1981
- Belgischer Meister – Omnium

1982
- Belgischer Meister – Einerverfolgung

1983
- Sechstagerennen von Antwerpen (mit René Pijnen)

1984
- Weltmeisterschaft – Steherrennen (hinter Jos De Bakker)

1985
- Sechstagerennen Paris (mit Etienne De Wilde)
- Sechstagerennen von Gent (mit Etienne De Wilde)
- Belgischer Meister – Steherrennen

1988
- Sechstagerennen Köln  (mit Etienne De Wilde)
- Sechstagerennen von Antwerpen (mit Etienne De Wilde)
- Belgischer Meister – Steherrennen

1989
- Sechstagerennen von Gent (mit Etienne De Wilde)

1992
- Sechstagerennen von Antwerpen (mit Jens Veggerby)